# Pro Ecclesia et Pontifice
Das Ehrenkreuz Pro Ecclesia et Pontifice (lateinisch für „Für Kirche und Papst“) ist ein päpstliches Ehrenzeichen für besondere Verdienste um die Anliegen der Kirche und des Papstes. Es kann sowohl an Mitglieder des Klerus als auch an männliche und weibliche Laien verliehen werden.

## Geschichte
Gestiftet wurde das Verdienstkreuz von Papst Leo XIII. am 17. Juli 1888 anlässlich seines goldenen Priesterjubiläums mit dem Schreiben Quod singulari Dei concessu. Zunächst war die Auszeichnung lediglich für Personen vorgesehen, die sich um die Feierlichkeiten verdient gemacht hatten. Leo XIII. fuhr jedoch fort, es als besonderes Zeichen seiner Anerkennung zu verleihen. 1898 wurde das Ehrenzeichen permanent.
Ursprünglich wurde das Verdienstkreuz in zwei Stufen (Gold und Silber) verliehen. Später wurde die zusätzliche Stufe Bronze als dritte hinzugefügt. Papst Pius X. reduzierte 1908 die Stufenzahl auf eine, sodass seitdem nur noch die Stufe Gold existiert.
Das Verdienstkreuz wird nach dem Schreiben Quod singulari Dei concessu auf der linken Brustseite getragen.
Bis 1993 war es die höchste päpstliche Auszeichnung, die Frauen erhalten konnten.
In der Rangordnung der päpstlichen Auszeichnungen steht das Verdienstkreuz Pro Ecclesia et Pontifice an 6. Stelle.

## Gestaltung
Die erste Version des Kreuzes von 1888 wurde von fleurs-de-lis hinterfangen und zeigte ein Porträt Leos XIII. in der Mitte der Kreuzarme, auf denen sich Kometen befinden. Lilie und Komet sind Elemente des Familienwappens der Pecci, der der Papst entstammte. Die lateinische Inschrift Leo XIII P. M. Ann. X (Leo[ne] XIII P[ontifice] M[aximo] Ann[o] X)) umfasst das Mittelfeld und verweist auf die Stiftung der Auszeichnung im zehnten Jahr des Pontifikats. Auf der Rückseite befindet sich an zentraler Stelle das Wappen des Heiligen Stuhls mit der Inschrift PRO ECCLESIA ET PONTIFICE. Auf den Kreuzarmen befinden sich die Wörter Prid[ie] / Cal[culatio] / Ian[uar] / 1888. Das Ehrenzeichen hing an einem roten Band, das an den Rändern von dunkelgelb durchzogenen weißen Bändern durchbrochen wurde.
Papst Paul VI. ließ das Aussehen der des Kreuzes  1970/71 grundlegend überarbeiten. Zu dieser Zeit erhielt auch die Medaille Benemerenti eine neue Gestaltung. Das Ehrenzeichen besteht aus einem stilisierten Kreuz mit dem Papstnamen und -wappen sowie der Inschrift PRO ECCLESIA ET PONTIFICE. In der Mitte des Kreuzes sind die Apostel Petrus und Paulus dargestellt. Gehalten wird es seitdem von einem breiten Ordensband in den päpstlichen Farben Gelb und Weiß.
Mit dem Pontifikat vom Benedikt XVI. entfielen das persönliche Wappen und der Papstname, die durch ein Kreuz und das Wappen des Heiligen Stuhls ersetzt wurden.

## Verleihung
Das Verdienstkreuz kann an Laien, Ordensleute und Diakone verliehen werden, die besonderen haupt- oder ehrenamtlichen Dienst für Diözese und Kirche geleistet haben, der über die berufliche bzw. amtliche Pflicht hinausging.
Die Bistümer und Diözesen haben in ihren Ehrenordnungen das Verleihungsverfahren festgelegt. In der Regel leitet der Diözesanbischof den Verleihungsvorschlag an den Heiligen Stuhl weiter. Das Ehrenkreuz wird mit einer Urkunde vom zuständigen Bischof oder von dem vorschlagenden Gemeindepfarrer überreicht. Verleihungen des Ehrenkreuzes werden nicht in den Acta Apostolicae Sedis vermerkt.

## Galerie

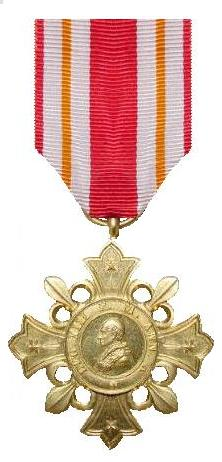
Version von 1888
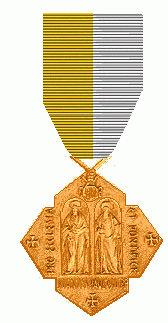
Version von 1978 bis 2005
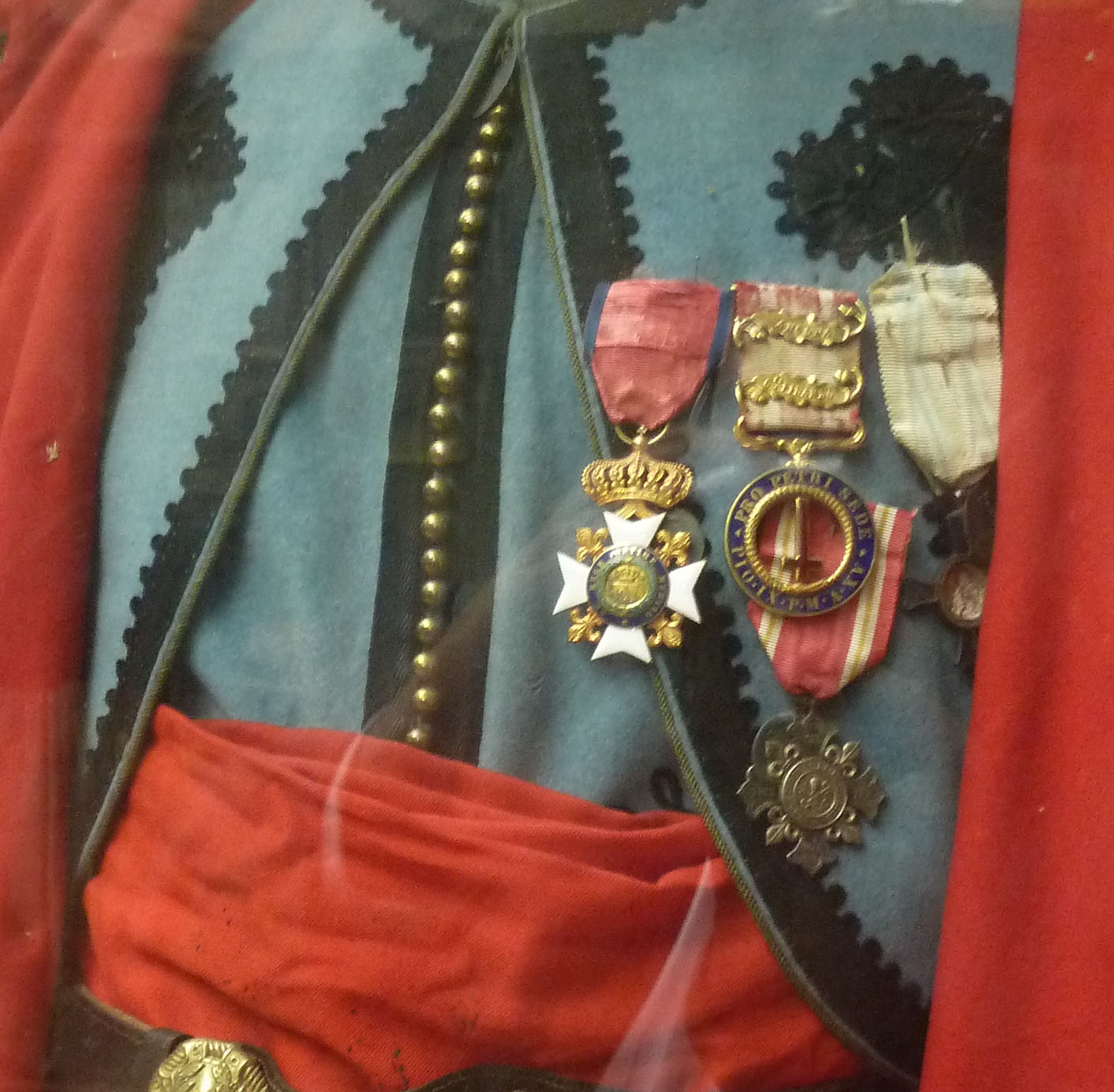
Uniform eines päpstlichen Zuaven mit Verdienstkreuz
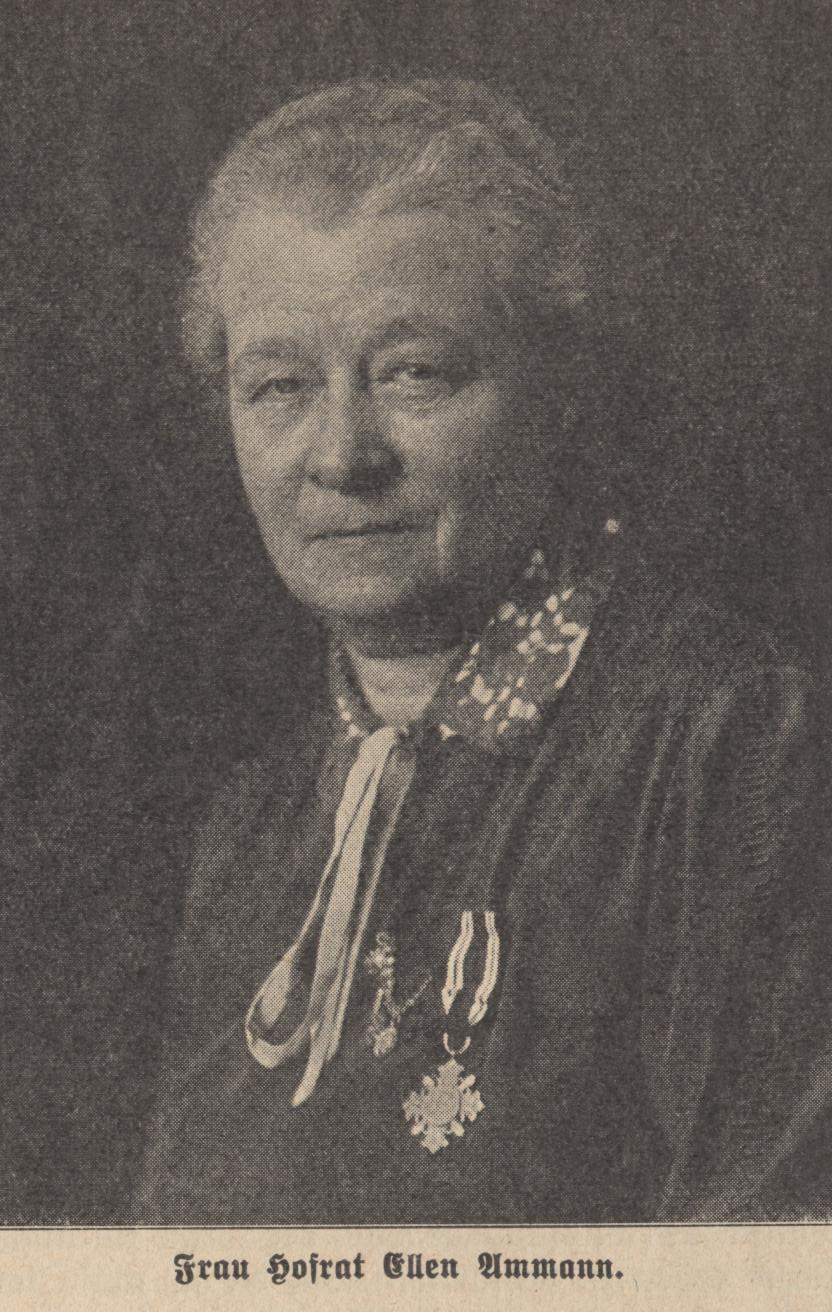
Ellen Ammann mit Pro Ecclesia et Pontifice